# Parafia św. Marii Magdaleny w Kwieciszewie
Kościół pw. św. Marii Magdaleny w Kwieciszewie – jeden z 10 kościołów leżących w granicy dekanatu strzelińskiego. 

## Historia
Wieś pierwotnie była własnością książęcą. W 1145 r. stała się własnością kanoników regularnych w Trzemesznie. Parafia erygowana została przed 1326 r. Obecny kościół został zbudowany z fundacji kapituły gnieźnieńskiej w 1522 r. Odnawiany – po spaleniu w 1708, 1833, 1877 i 1905 r. W 1945 r. został ponownie spalony, a następnie w latach 1954–1960 odbudowany w obecnej formie.
Cmentarz pochodzi z XIX wieku, obecnie pod zarządem miejscowego proboszcza.

## Dokumenty
Księgi metrykalne:
- ochrzczonych od 1724 r.
- małżeństw od 1724 r.
- zmarłych od 1724 r. (niekompletna)

## Zasięg parafii
Miejscowości należące do parafii: Czarnotul, Czerniak, Goryszewo, Kunowo, Kwieciszewo, Krzyżówka, Skrzeszewo.